# 53e division de réserve (Empire allemand)
La 53e division de réserve est une unité de l'armée allemande qui participe à la Première Guerre mondiale.

## Première Guerre mondiale

### Composition

#### Composition à la mobilisation - 1916
- 105e brigade d'infanterie de réserve

241e régiment d'infanterie de réserve
242e régiment d'infanterie de réserve
- 106e brigade d'infanterie de réserve

243e régiment d'infanterie de réserve
244e régiment d'infanterie de réserve
- 25e bataillon de jäger de réserve
- 53e détachement de cavalerie de réserve
- 53e régiment d'artillerie de campagne de réserve (9 batteries)
- 53e compagnie de pionniers de réserve

#### 1917
- 105e brigade d'infanterie de réserve

241e régiment d'infanterie de réserve
242e régiment d'infanterie de réserve
243e régiment d'infanterie de réserve
- 53e détachement de cavalerie de réserve
- 155e commandement d'artillerie divisionnaire

53e régiment d'artillerie de campagne de réserve (9 batteries)
- 353e bataillon de pionniers

#### 1918
- 105e brigade d'infanterie de réserve

241e régiment d'infanterie de réserve
242e régiment d'infanterie de réserve
243e régiment d'infanterie de réserve
- 53e détachement de cavalerie de réserve
- 155e commandement d'artillerie divisionnaire

53e régiment d'artillerie de campagne de réserve (9 batteries)
4e bataillon du 24e régiment d'artillerie à pied de réserve
- 353e bataillon de pionniers

### Historique
Au déclenchement du conflit, la 53e division de réserve forme avec la 54e division de réserve le XXVIIe corps de réserve.

## Chefs de corps
| Grade           | Nom                    | Date                             |
| --------------- | ---------------------- | -------------------------------- |
| Generalleutnant | Hans von Watzdorf (de) | 10 septembre 1914 - 30 juin 1915 |
| Generalleutnant | Max Leuthold (de)      | 1er juillet 1915 - 23 juin 1918  |
| Generalmajor    | Georg Frotscher (de)   | 24 juin - septembre 1918         |